# Hekseprocesserne i Salem
Hekseprocesserne i Salem var en serie høringer og retssager i Massachusetts Bay-kolonien i Amerika, mellem februar 1692 og maj 1693. Mere end 200 blev anklaget og 30 blev fundet skyldige, hvoraf 19 blev henrettet ved hængning. Derudover døde en under tortur og mindst fem døde i fængslet. 
Vinteren 1691/92 frygtede puritanerne at tabe kontrollen over kolonien. Kulden var streng, og indianerkrigene pågik. I køkkenet i præstegården i Salem arbejdede en vestindisk slavinde Tituba. Præstens datter, 9-årige Elizabeth Parris, og hendes kusine Abigail Williams, frydede sig, når Tituba underholdt dem med trylleformler og spådomme udført ved at komme eggehvide i et glas vand. Det var ellers kunster, puritanerne anså som djævelens værk. Ud på vinteren begyndte Elizabeth at få anfald af gråd, mens Abigail krøb på alle fire og gøede. Også andre piger fik "anfald", og en dag fortalte 12 år gamle Ann Putnam om en frygtelig kamp, da en heks med kniv ville skære hendes hoved af. Landsbylægen William Griggs fandt intet forkert ved pigerne, og tilskrev "en ond hånd" deres problemer.
Pastor Parris pressede på for at få pigerne til at fortælle mere om det, der plagede dem, og da han fik nys om, at Titubas mand havde lavet en "heksekage" til dem af rugmel ispædet pigernes urin, fik han navnet Tituba ud af dem. Tiggersken Sarah Good blev navngivet, ligeså Sarah Osborne, der åbent levede sammen med en mand uden at være gift med ham. Tituba indrømmede at være heks, og at have angrebet Ann Putnam med kniv. Værre var det, at hun også påstod at være kun én af mange andre hekse på stedet. Salems tidligere præst, George Burroughs, blev tiltalt for at være heksenes anfører, og hængt 19. august. Han var kendt som en lystløgner, der pralede af sine kræfter, og havde rygte på sig for at være en konemishandler. En gang han var ude og plukke jordbær sammen med sin svoger og dennes kone, blev han væk. Da de kom hjem, fandt de ham der, hvor han oplyste, at han havde hørt alt, de havde sagt om ham, for "min gud gør jeres tanker kendt for mig". De mente, han måtte tale om djævelen, for den kristne gud befatter sig ikke med det okkulte.
Den 80-årige Giles Corey, der afslog at være vidne, blev langsomt kvalt under tunge sten. I løbet af syv måneder var syv mænd og 13 kvinder henrettet, mange efter vidneprov fra genfærd og ånder. Tituba gik imidlertid fri, fordi hun havde tilstået, men familien Parris sørgede dog for at få hende solgt.
Det hele var kommet så ud af kontrol, at opinionen først vendte, da selveste rektor for Harvard-universitetet blev tiltalt. Guvernør William Phips sørgede for at benåde alle dømte, og efterhånden blev også de henrettede frikendt.

## Eksterne links
- Salemprocesserne i Den Store Danske. Hentet 10 september 2013.

42°31′20″N 70°53′46″V / 42.5222°N 70.8961°V